# سمیر بوغانم
سمیر بوغانم (انگلیسی: Samir Boughanem؛ زادهٔ ۸ اوت ۱۹۷۵) بازیکن فوتبال اهل مراکش بود.
از باشگاه‌هایی که در آن بازی کرده‌است می‌توان به باشگاه فوتبال سروت ۱۸۹۰، باشگاه فوتبال سن-اتین، و باشگاه فوتبال شامروک روورز اشاره کرد.
وی همچنین در تیم ملی فوتبال مراکش بازی کرده‌است.